# Библиотека 2.0
Библиотека 2.0 (англ. library 2.0) — получившее широкое распространение в библиотечной среде определение модернизированных форм библиотечных услуг для читателей, отражающее преобразование пути их предоставления. Основная идея заключается в возможности пользователей участвовать в создании и изменении контента и сообществ. Концепция библиотеки 2.0 заимствована от веб 2.0 и имеет схожую философию. В неё входят онлайн-сервисы, такие как электронные каталоги и увеличение потока информации обратно от пользователя к библиотеке.
С библиотекой 2.0 библиотечные сервисы постоянно обновляются и переоцениваются для лучшего обслуживания читателей. Библиотека 2.0 стремится вовлечь их в разработку и реализацию библиотечных сервисов, одобряя и поддерживая обратную связь и участие. Сторонники этой концепции ссылаются на Radical trust (англоязычный термин, утверждающий, что любая общественная организация представляет себя в онлайн-сообществах), заявляющий, что сервисы библиотеки 2.0 в конечном счёте заменят традиционные, однонаправленные услуги, веками присущие библиотекам.

## Обзор
Термин «библиотека 2.0» был введён Майклом Кейси в его блоге LibraryCrunch как непосредственное заимствование технологий бизнес 2.0 и веб 2.0. Кейси высказал предположение что библиотеки, особенно публичные, находятся на распутье, когда многие элементы веб 2.0 могут быть применимы для функционирования библиотечных сообществ. В частности он описал необходимость адаптации библиотек под стратегию постоянного изменения, и, в то же время, поддержки совместной работы пользователей библиотек.
Библиотека 2.0 стала причиной дебатов на интернет конференции библиотекарей в октябре 2005 года, когда Майкл Кейси, представляющий библиотеку Saint Joseph County Public Library, рассмотрел данную идею на примере типичного библиотечного веб-сайта.
Вышедшая в сентябре 2006 года статья «Библиотека 2.0: Услуги библиотек следующего поколения» в Библиотечном журнале, начинается с формулировки преимуществ библиотеки 2.0 для директоров библиотек и налогоплательщиков, предоставляя «более эффективные способы оказания услуг для достижения большей отдачи от финансовых инвестиций». Статья продолжалась утверждением, что обсуждаемая библиотека 2.0 важна для библиотекарей, поскольку данная стратегия сможет радикально изменить обслуживание читателей и взаимодействие с ними.
С библиотекой 2.0 библиотечные услуги часто переоцениваются и обновляются для своевременного реагирования на изменяющиеся нужды пользователей. Активный и компетентный пользователь — значительная составляющая библиотеки 2.0. Благодаря информации и идеям, циркулирующим в направлении от библиотеки к читателю и обратно, услуги библиотек получили возможность постоянно, быстро и динамично развиваться и совершенствоваться. Пользователь становится участником, создателем и консультантом одновременно, вне зависимости от виртуальности продукта.
Преимущество использования цифровых услуг заключается в том, что библиотека может быть ориентирована на большее количество людей, включая тех, кто ранее не пользовался библиотечными услугами. Проблема, которую пытается решить Библиотека 2.0, заключается в том, что потенциальные пользователи обращаются к Google и Википедии, потому что они «достаточно хороши» и считают библиотеки медленными и неактуальными.

## Основные принципы
- Браузер + приложение веб 2.0 + возможность совместной работы = полнофункциональный электронный каталог;
- Вовлечение пользователей библиотеки в проектирование и внедрение услуг;
- Возможность для пользователей библиотеки создавать и модифицировать предоставляемые библиотекой услуги;
- Взращивание и интеграция идей и продуктов из периферийных областей в библиотечную сферу;
- Постоянное изучение и корректировка услуг, готовность в любое время к их замене на более новые и улучшенные.

## Библиотека 2.0 как публичный онлайн-каталог
Библиотека 2.0 — новый способ предоставления библиотечных услуг посредством интернет-технологий с акцентом на участие пользователей и взаимодействие между ними. Как и в веб 2.0, полнофункциональный электронный каталог в подходе библиотеки 2.0 наполняется и изменяется в лучшую сторону по мере большего вовлечения пользователя в процесс взаимодействия с каталогом и совместного использования контента. Библиотекари работают над модернизацией библиотечных каталогов чтобы сделать их более полезными при поиске, организации и взаимодействии с информацией, максимально подстраиваясь под пользователя. Новые типы каталогов представляют собой уже не «изолированные информационные хранилища», а «связанные между собой компьютерные платформы». Раньше информация в основном была направлена только от библиотек к пользователю. С новыми веб-инструментами информация может циркулировать во всех направлениях, в том числе и от пользователя к пользователю.

## Споры вокруг Библиотеки 2.0
Библиотека 2.0 стала источником споров в блогосфере. Некоторые библиотечные блогеры спорят, что эти ключевые принципы не новы и были частью философии услуг многих библиотек с XIX века. Остальные требуют более конкретных примеров того, как библиотеки могут соответствовать принципам библиотеки 2.0. Уолт Кроуфорд, например, утверждает, что библиотека 2.0 включает комбинацию инструментов и подходов, которые великолепны, однако не новы в библиотечном деле.
В свою очередь, защитники библиотеки 2.0, среди них — Стивен Абрам, Майкл Стивенс, Пол Миллер и другие, критически относятся к подобным мнениям, аргументируя это тем, что хоть и отдельные части философии библиотеки 2.0 не являются совершенно новыми, совмещение этих идей и задач с технологиями веб 2.0 даст жизнь новому поколению библиотечных услуг.

## Библиотека 2.0 и Библиотека 1.0
В таблице приведена разница между библиотекой 2.0 и 1.0 с точки зрения авторов идеи.
| Библиотека 1.0                               | Библиотека 2.0 |
| -------------------------------------------- | --- |
| Закрытое хранение                            | Открытый доступ к книгам                                                                                                 |
| Услуги, доступные только в стенах библиотеки | Повсеместно доступные услуги. Системы управления электронной подпиской, одновременный поиск по всем электронным ресурсам |
| Традиционный электронный каталог             | Каталог с возможностью добавления комментариев, подборки книг, rss                                                       |
| Новостные рассылки                           | RSS-поток |
| Справочное обслуживание по телефону          | Виртуальное справочное обслуживание                                                                                      |
| Индивидуальная деятельность библиотеки       | Участие в корпоративных проектах                                                                                         |
| Штрих-код                                    | RFID |
| Веб-сайт библиотеки                          | Библиотека имеет «пространство» в социальных сетях, виртуальных мирах, создаёт и ведёт свои блоги и вики.                |